# Stenopogon wilcoxi
Stenopogon wilcoxi là một loài ruồi trong họ Asilidae. Stenopogon wilcoxi được Bromley miêu tả năm 1937. Loài này phân bố ở vùng Tân Bắc giới.